# 산화 칼슘
산화 칼슘(Calcium oxide, CaO)은 칼슘의 산화물로 생석회, 생회(生灰), 강회(剛灰), 백회(白灰)라고도 불린다. 일반적으로 탄산 칼슘(CaCO3)을 높은 온도로 가열하면 이산화탄소(CO2)를 잃으며 생성된다.
CaCO3(s) → CaO(s) + CO2(g) 생석회가 물에 용해되면 물과 반응하여 수산화 칼슘(Ca(OH)2)이 생성되면서 이온화되어 용액이 염기성을 띤다.
CaO(s) + H2O(l) → Ca(OH)2(s)
이와 같은 성질 때문에 산성비와 화학 비료 등으로 산성화 된 논이나 밭을 중화시키는 데 많이 이용되었다. 하지만 중화 과정에서의 중화열의 양 및 물에 용해되는 과정에서의 용해열의 양이 비교적 크기 때문에 보관 시 밀폐하여 공기 중의 수분과의 접촉을 피해야 하며, 이온화도가 상당히 크기 때문에 수용액과의 직접적인 접촉을 피해야 한다. 이와 같은 주의를 기울이지 않을 시 불이 일어날 수 있으며, 피부 조직에 화상을 입을 수 있다.